# Balıkesirspor

Provincia de Balıkesir

El Balıkesirspor es un equipo de fútbol de Turquía. y A partir de la temporada 2023-24 jugara en la TFF Tercera División cuarta división del país.

## Historia
Fue fundado en el año 1966 en la ciudad de Balıkesir como un club multideportivo, el cual ha pasado en los niveles bajos de fútbol de Turquía, hasta que en la temporada 2013/14 consiguió el ascenso a la Superliga de Turquía por primera vez en su historia.

## Palmarés
- TFF Segunda División: 2

1974/75, 2012/13
- TFF Tercera División Grupo 7: 1

1992/93

## Jugadores

### Jugadores destacados
| - Özer Umdu (1971–76) - Onursal Uraz (1968–69) - Bora Öztürk (1974–75) - Nezihi Tosuncuk (1974–75) - Ümit Kayıhan (1974–75) - Osman Arpacıoğlu (1977–79) - Evren Nuri Turhan (1990–94) - Emre Aşık (1991–93) |  | - Egemen Korkmaz (1997–00) - İlhan Eker (1999–01) - Olcan Adın (2000–02) - Mustafa Kocabey (2010) - Recep Biler (2012–13) - Ahmet Şahin (2012–13) - Muhammet Reis (2011–14) - Gökhan Ünal (2014–...) |  | - Sercan Yıldırım (2014–...) - Nikola Radulović (2002–03) - Abdul Latif Hamid (2003–04) - Kwame Karikari (2013–14) - Lalawélé Atakora (2013–14) - Richard Kingson (2014) - Khalifa Jabbie (2014–..) - Alanzinho (2014–..) |  |  |  | - Ante Kulušić (2014–..) - André Santos (2014–..) - Nuno André (2014–..) - Ronald Vargas (2014–..) |